# Słupeczno
Słupeczno – wieś w Polsce położona w województwie lubelskim, w powiecie lubelskim, w gminie Wysokie.
Wieś szlachecka położona była w drugiej połowie XVI wieku w powiecie lubelskim województwa lubelskiego. W latach 1975–1998 miejscowość administracyjnie należała do województwa zamojskiego.
Wieś stanowi sołectwo gminy Wysokie. Według Narodowego Spisu Powszechnego z roku 2011 wieś liczyła 232 mieszkańców.

## Historia
Wieś wraz z folwarkiem wchodziła w skład dóbr Wysokie Lubelskie księżnej Anny Jabłonowskiej. Słupeczno, według Słownika geograficznego Królestwa Polskiego z roku 1889, wieś włościańska w ówczesnym powiecie krasnostawskim, gminie i parafii Wysokie. Wieś posiadała szkołę początkową, 19 osad i 397 mórg.
W 1827 roku spisano tu 17 domów zamieszkałych przez 150 mieszkańców. Wchodziła w skład dóbr ordynacji Zamoyskich.